# FSFフリーソフトウェア賞

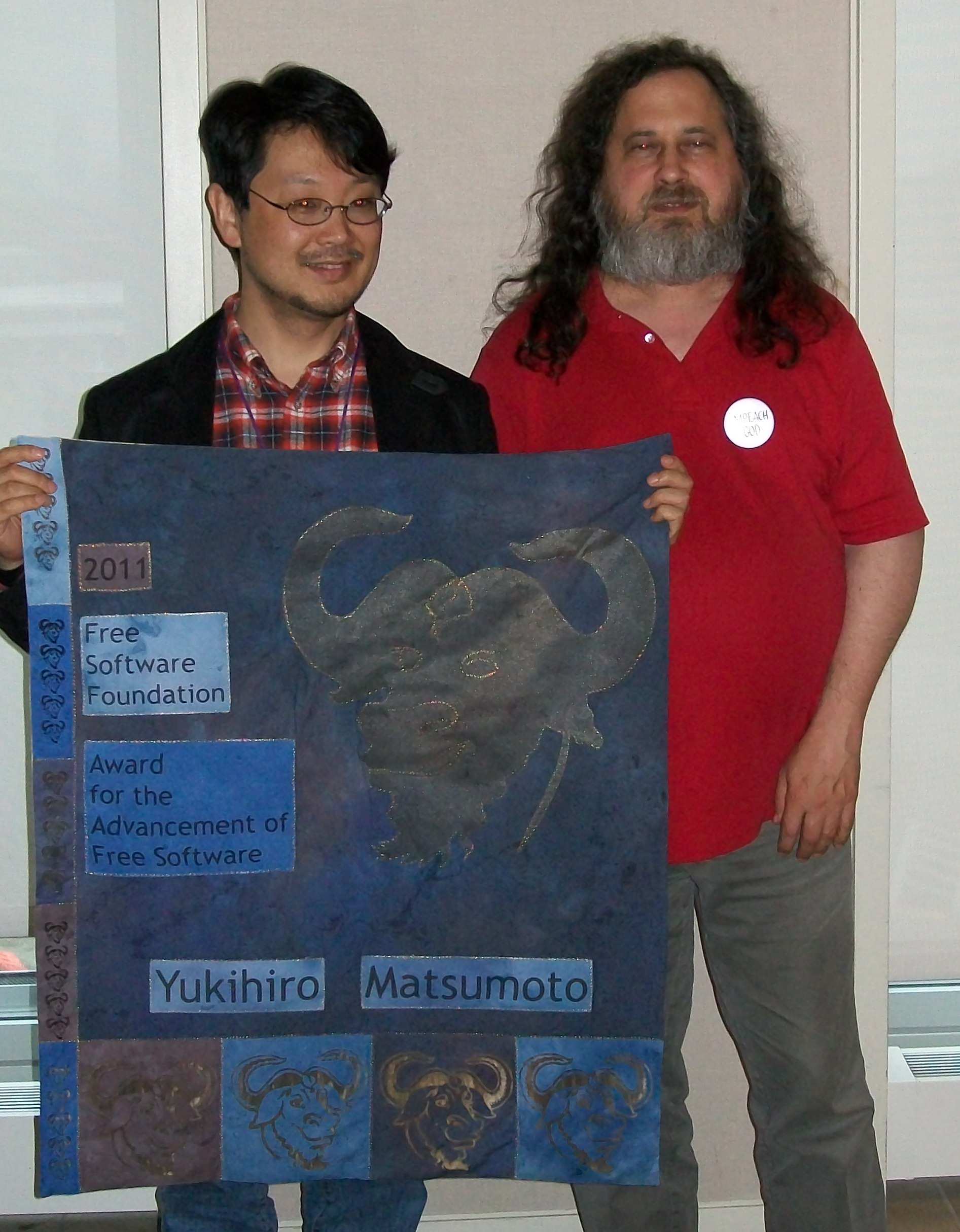
FSF元代表リチャード・ストールマンから2011年フリーソフトウェアの進歩に対する賞を受け取るまつもとゆきひろ

FSFフリーソフトウェア賞（英語: FSF Free Software Awards）は、フリーソフトウェア財団（英語: Free Software Foundation、FSF）が自由ソフトウェアの進歩と発展に貢献した個人又は団体に授与する賞である。1998年から開始されたフリーソフトウェアの進歩に対する賞（英語: Award for the Advancement of Free Software）と、2005年から開始された社会福祉プロジェクト賞（英語: Award for Projects of Social Benefit）、優れた新規フリーソフトウェア貢献者賞（英語: Award for outstanding new Free Software contributor）がある。

## 授賞式
1999年にはニューヨークのジェイコブ・ジャヴィッツ・コンベンション・センター、2000年にはパリのユダヤ芸術歴史博物館、2001年から2005年まではブリュッセルで開催されるFOSDEM（Free and Open source Software Developers' European Meeting）で授賞式が行われた。2006年以降はマサチューセッツ州のケンブリッジで開催されるフリーソフトウェア財団の年次会員会議で発表されている。

## フリーソフトウェアの進歩に対する賞
フリーソフトウェアの進歩に対する賞は、フリーソフトウェア財団（FSF）が毎年授与する賞であり、自由ソフトウェアの精神に則った活動を通じ、自由ソフトウェアの進歩と発展に大きく貢献したと認められる人物に対して贈られる。  

### 受賞者
1998年 ラリー・ウォール
自由ソフトウェアへの多大な貢献、特にPerlに対して授与された。他の最終候補者は、アパッチ・プロジェクト、ティム・バーナーズ＝リー、ジョーダン・ハバード、テッド・レモン、エリック・レイモンド、ヘンリー・スペンサーであった。
1999年 ミゲル・デ・イカザ
GNOMEプロジェクトにおけるリーダーシップと業績に対して授与された。他の最終候補者は、ドナルド・クヌース（TeXおよびMETAFONTの功績）と、ジョン・ギルモア（シグナスソリューションズでの業績およびフリーソフトウェア財団への貢献）であった。
2000年 ブライアン・ポール
Mesa 3Dグラフィックスライブラリの開発に対して授与された。他の最終候補者は、ドナルド・ベッカー（Linuxドライバの開発）およびパトリック・レンツ（オープンソースサイトFreshmeatの運営）であった。
2001 グイド・ヴァンロッサム
Pythonの開発に対して受賞。他の最終候補者は、GNU Ghostscriptのピーター・ドイチュ、Sambaのアンドリュー・トリジェルであった。
2002 ローレンス・レッシグ
「コードは法律である」という概念を含む、自由ソフトウェアの政治的側面の理解を促進したことにより受賞。他の最終候補者は、CLISPのブルーノ・ハイブルやOpenBSDのテオ・デ・ラートであった。
2003 アラン・コックス
ソフトウェアの自由の重要性を訴えた活動、米国のDMCAおよびその他の技術制御手段への公然たる反対、そしてLinuxカーネルの開発への貢献により受賞。他の最終候補者は、OpenBSDのテオ・デ・ラートおよびGnuPGのヴェルナー・コッホであった。
2004年 テオ・デ・ラート
バイナリ・ブロブに対する反対運動、およびすべての人の利益のためにワイヤレスネットワークカードのドライバー、ドキュメント、ファームウェアを公開したことに対して。他の最終候補者は、Sambaのアンドリュー・トリジェルと、ブラジルでの啓発活動を行ったセザール・ブロッドであった。
2005年 アンドリュー・トリジェル
Sambaの開発および、BitKeeperクライアントの開発によって無償のBitKeeperライセンスが撤回され、それがLinuxカーネル向けの分散型バージョン管理システムであるgitの開発を促進させたことに対して。他の最終候補者は、Foundation for a Free Information Infrastructureの創設者であり、ヨーロッパにおけるソフトウェア特許への反対活動を行ったハルトムート・ピルヒ、Linuxカーネルのext2ファイルシステム開発に貢献したセオドア・ツォーであった。
2006年 セオドア・ツォー
Linuxカーネルの開発への貢献、およびケルベロス認証やONC RPCの開発におけるプロジェクトリーダーとしての役割に対して。他の最終候補者は、Postfixメールサーバーの開発およびセキュリティツールの開発に貢献したヴィエツェ・ヴェネマ、およびRubyプログラミング言語の設計を行ったまつもとゆきひろであった。
2007年 ハラルト・ヴェルテ
GPLの施行（gpl-violations.org）およびOpenmokoに関する功績による。
2008年 ヴィーツェ・ヴェネマ
「ネットワークセキュリティにおける重要かつ広範な技術的貢献、およびPostfixメールサーバーの開発」による。
2009年 ジョン・ギルモア
「数多くの貢献と自由ソフトウェア運動への長期的な取り組み」による。
2010年 ロブ・サヴォア
Gnashの開発に対する貢献。
さらに、ALSで亡くなる3日前にモールス入力デバイスを使用してGNOMEのパッチを作成・提出したエイドリアン・ハンズの功績を称える特別な言及がなされた。
2011年 まつもとゆきひろ
Rubyの創作者として、20年以上にわたりGNU、Ruby、その他の自由ソフトウェアに貢献。
2012年 フェルナンド・ペレス
IPythonの開発および科学技術分野のPythonコミュニティでの貢献。
2013年 マシュー・ギャレット
セキュアブート、UEFI、およびLinuxカーネルに関連するソフトウェアの自由を支援する取り組みに対して。
2014年 セバスティアン・ジャドゥジン
医療画像の交換を容易にし、Orthancを開発した業績に対して。
2015年 ヴェルナー・コッホ
GnuPGの創設者であり、主要な推進者。GnuPGは暗号化通信の事実上の標準ツールである。。
2016年 アレシャンドリ・オリヴァ
自由ソフトウェアの推進に尽力し、linux-libreの保守や、ブラジル市民が税申告のために使用するプロプライエタリソフトウェアのリバースエンジニアリングに関与したことによる。。
2017年 カレン・サンドラー
GNOME Foundationの元エグゼクティブディレクター、現Software Freedom Conservancyのエグゼクティブディレクターとしての活動、Outreachyの共同運営、さらに長年にわたる無償での法律相談を通じた自由ソフトウェアへの貢献による。
2018年 デボラ・ニコルソン
Software Freedom Conservancyのコミュニティ運営ディレクターとして活動に対して。
2019年 ジム・マイヤーリング
GNU Core Utilities、Autotools、Gnulibへの多大な貢献を行った、著名な自由ソフトウェアプログラマー、メンテナー、作家。
2020年 ブラッドリー・M・クーン
Software Freedom Conservancyにおける職務を通じて、GNU General Public License (GPL) の遵守を推進し、コピーレフトの普及に貢献したため。
2021年 ポール・エッガート
カリフォルニア大学ロサンゼルス校の計算機科学学科で教鞭をとる計算機科学者であり、30年以上にわたりGNUオペレーティングシステムに貢献し、現在はタイムゾーンデータベースのメンテナーを務めている。
2022年 エリ・ザレツキー
30年以上にわたるGNU Emacsへの貢献および共同メンテナーとしての活動に対して。
2023年 ブルーノ・ハイブル
Gnulibへの貢献者およびメンテナーとしての活動に対して。

## 社会福祉プロジェクト賞

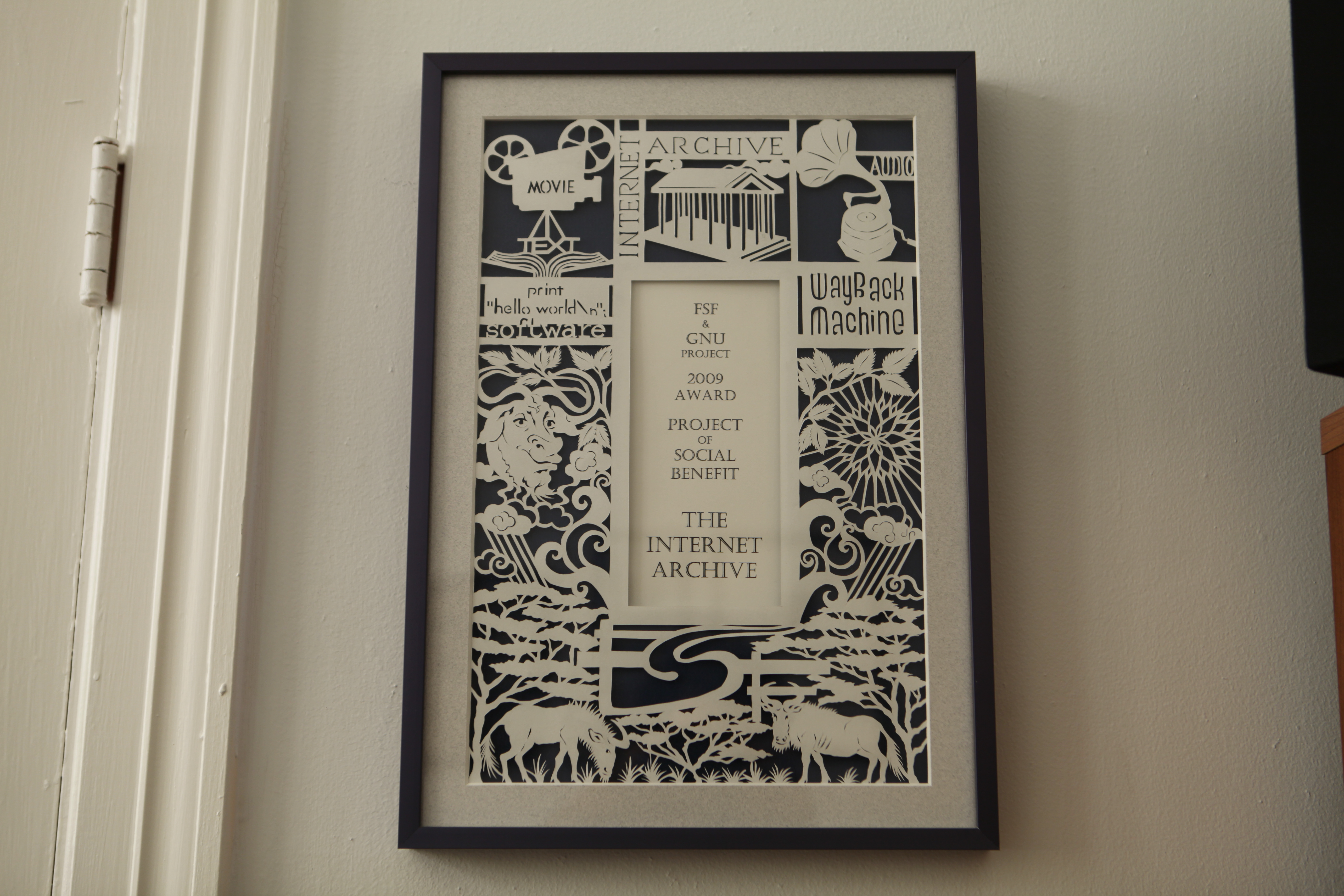
2009年社会福祉プロジェクト賞がインターネットアーカイブに授与された。

社会福祉プロジェクト賞は、フリーソフトウェア財団（FSF）が毎年授与する賞である。FSFはこの賞を発表する際、次のように説明している。  
この賞は、自由ソフトウェアまたは自由ソフトウェア運動の理念を活用し、社会の他の側面において意図的かつ大きな利益をもたらすプロジェクトやチームに授与される。
FSFの元会長であるリチャード・ストールマンによると、この賞はSahanaプロジェクトに着想を得たものである。このプロジェクトは2004年スマトラ島沖地震後にスリランカで津波被害者への支援物資の移送を組織するために開発・利用された。開発者は、将来の災害支援にも適用できるようにすることを望んでいる  。

### 受賞者
受賞者は以下の通りである。
2005年 ウィキペディア
自由な百科事典。
2006年 Sahana
「大規模な救援活動を管理する技術を創出する完全なボランティア活動」
2007年 Groklaw
「ソフトウェア開発者、弁護士、法学教授、歴史家にとって貴重な法律および技術情報の情報源」
2008年 クリエイティブ・コモンズ
「他者と共有し発展させることができる創造的、教育的、科学的な作品群を育成し、ますます制限の厳しくなる著作権制度による弊害を広く認識させるための活動」
2009年 インターネットアーカイブ
自由に利用可能な情報の収集、ウェブのアーカイブ、図書館との協力、情報を一般に公開するための自由ソフトウェアの開発。
2010年 Tor
オンラインプライバシーを保護するためのソフトウェアの開発。
2011年 GNU Health
世界中の医療従事者と協力し、恵まれない人々の生活を向上させるための活動。
2012年 OpenMRS
「発展途上国向けの自由ソフトウェアの医療記録システム。OpenMRSは現在、南アフリカ、ケニア、ルワンダ、レソト、ジンバブエ、モザンビーク、ウガンダ、タンザニア、ハイチ、インド、中国、アメリカ合衆国、パキスタン、フィリピンなど世界各地で利用されている。」
2013年 Outreachy
「技術が支える社会において、女性がリーダーシップと開発スキルを身につけることで、ジェンダー差別に対処することを目的としている。」
2014年 Reglue
テキサス州オースティンにおいて、恵まれない子供たちに再生したLinuxコンピュータを寄贈する活動を行っている。
2015年 Library Freedom Project
図書館員、技術者、弁護士、プライバシー擁護者の協力によるプロジェクトであり、図書館における知的自由の約束を現実のものとすることを目指している。図書館員に監視の脅威、プライバシーの権利と責任、監視を防ぐデジタルツールについて教育することで、図書館および地域社会におけるプライバシー重視のパラダイムシフトを生み出すことを目的としている。
2016年 SecureDrop
ジャーナリストと情報提供者（内部告発者）の間で安全な通信を可能にするオープンソースソフトウェアプラットフォーム。
2017年 Public Lab
協力型のオープンソース環境調査を促進する非営利団体であり、そのモデルはコミュニティサイエンスとして知られている。
2018年 オープンストリートマップ
自由に編集可能な世界地図を作成する共同プロジェクト。2004年にイギリスのスティーブ・コーストによって設立された。100万人以上のコミュニティメンバーによって構築されており、数千のウェブサイト、モバイルアプリ、ハードウェアデバイスで利用されている。オープンストリートマップは、地図情報の利用や提供に制限がない唯一の真にグローバルなサービスである。
2019年 Let's Encrypt
無料でTLS/SSL証明書を取得・インストールする簡単な方法を提供する認証局（CA）。
2020年 CiviCRM
世界中の非営利団体がメール送信や連絡先データベース管理に利用する自由ソフトウェア。
2021年 SecuRepairs
情報セキュリティ専門家の団体であり、修理する権利を支持する。
2022年 GNU Jami
自由ソフトウェアのツールであり、分散型で安全かつ暗号化されたビデオ会議を提供する。
2023年 code.gouv.fr
フランス政府の自由ソフトウェア部門。

## 優れた新規自由ソフトウェア貢献者賞
FSF によって創設された3つ目の年次賞であり、自由ソフトウェアコミュニティにおいて優れた活躍をした新人に贈られる。

### 受賞者
この賞は2019年の受賞者を対象に、2020年のLibrePlanetで初めて授与された。受賞者は以下のとおりである。
2019年 クラリッサ・リマ・ボルゲス
Outreachyインターンシップにおいて、さまざまなGNOMEアプリケーションのユーザビリティテストに取り組んだ。
2020年 Alyssa Rosenzweig
Panfrostプロジェクトのリーダーを務める。このプロジェクトは、さまざまなシングルボードコンピューターや携帯電話で使用されるMaliシリーズのグラフィックス処理ユニット（GPU）のリバースエンジニアリングと自由なドライバの実装を目指している。
2021年 プロテシラオス・スタヴロウ
哲学者であり、2019年以降、ブログ記事、カンファレンス講演、ライブ配信、コード貢献を通じてGNU Emacsコミュニティの中心的な存在となっている。
2022年 Tad（SkewedZepplin）
DivestOSの主任開発者であり、プロプライエタリバイナリの削除、自由ソフトウェアの支援、セキュリティとプライバシーの強化、古いデバイスの延命を目的としている。また、Replicantへの貢献者でもある。
2023年 ニック・ロゴッツォ
Parabolic（Parabola GNU/Linux とは別のプロジェクト）の主任開発者。